# Anda, Norveška
Anda je manjši otok, ki leži v občini Øksnes, ki je del norveške administrativne regije Nordland. Leži na atolu Vesterålen, okoli 5 km severno od severnega dela Langøya in zahodno od Andøya. Na otoku se nahaja svetilnik Anda, ki je bil kot zadnji na Norveškem avtomatiziran leta 1987.
Sam otok je zavarovan kot naravni rezervat.